# Patera de Razia
Razia Patera
Pour les articles homonymes, voir Razia.
La patera de Razia (désignation internationale : Razia Patera) est une patera située sur Vénus dans le quadrangle de Ganiki Planitia. Elle a été nommée en référence à Razia al-Din (1205–1240), reine du sultanat du même nom.